# Янош Арань

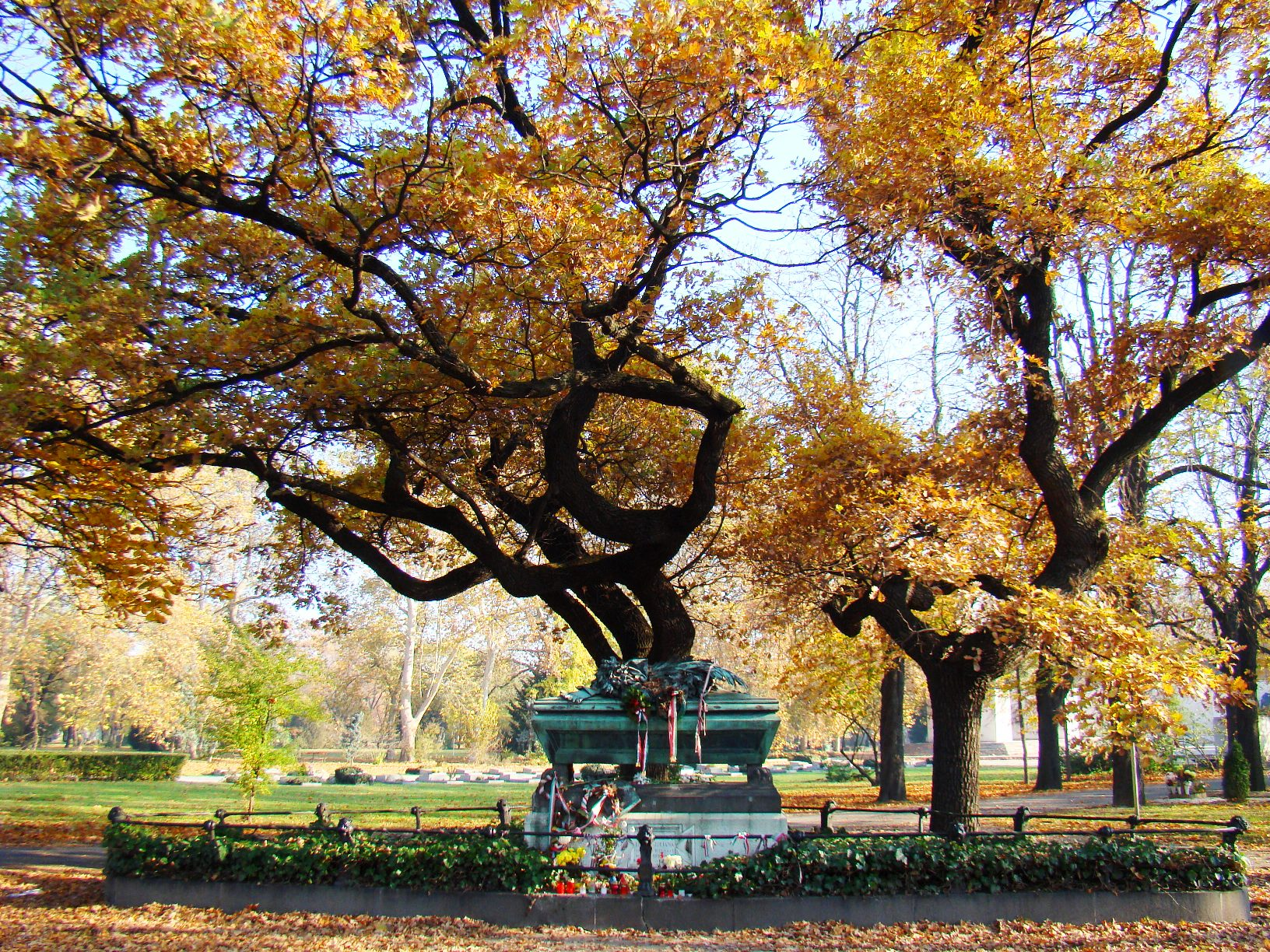
Могила Яноша Араня

Янош Арань (угор. Arany János; 1 березня 1817, Надьсалонт — †22 жовтня 1882, Будапешт) — найвідоміший угорський епічний поет 19 століття; друг Шандора Петефі; учасник революції 1848–1849. Історичні поеми (Толді), балади, лірика; переклади творів Шекспіра та Арістофана.
Батько поета і фольклориста Ласло Араня.

## Творчість
Перший твір — сатира «Втрачена конституція» (1845).
Арань брав участь у революції 1848—1849 років, редагував газету «Друг народу».
Найкращий його твір — поема «Толді» (1847—1879). В баладі «Уельські барди» (1857) оспівує мужність патріотів, які не схиляються перед чужоземними загарбниками, висуває ідею національного визволення народу і виступає проти монархічної сваволі.
Поеми, роман у віршах, елегії, балади, ліричні вірші Араня глибоко демократичні за змістом. Араню належать перші переклади творів Гоголя угорською мовою.

## Визнання
В Ужгороді встановлено міні-скульптуру відомому поету. 28 жовтня 2018 року нова скульптурка з'явилася в Українсько-угорському навчально-науковому інституті УжНУ (мкр БАМ). Тут «поселили» відомого не лише угорцям поета Яноша Араня. Приурочили відкриття міні-скульптури до 55-річчя створення кафедри угорської філології в Ужгородському університеті та 10-річчя Українсько-угорського навчально-наукового інституту. Що стосується міні-скульптури Араня, то ця постать для угорських філологів — символ. Не так давно вони святкували його 200-й день народження.